# Pandémie de Covid-19 en Slovénie
La pandémie de Covid-19 en Slovénie démarre officiellement le 4 mars 2020. À la date du 18 septembre 2022, le bilan est de 6 803 morts.

## Chronologie
Le gouvernement impose à partir du 15 septembre 2021 un passe sanitaire. Cette mesure rencontre une certaine opposition dans le pays, où seule la moitié de la population est vaccinée.
Le 19 septembre, dans un contexte social houleux, la Slovénie suspend l’utilisation du vaccin Janssen après un mort ,.
Le 2 octobre, les contraintes liées au passe sanitaire sont légèrement allégées.

## Statistiques

Nombre de cas en Slovénie depuis le début de l'épidémie.

Nombre de morts en Slovénie depuis le début de l'épidémie.